# Mordechaj Gebirtig

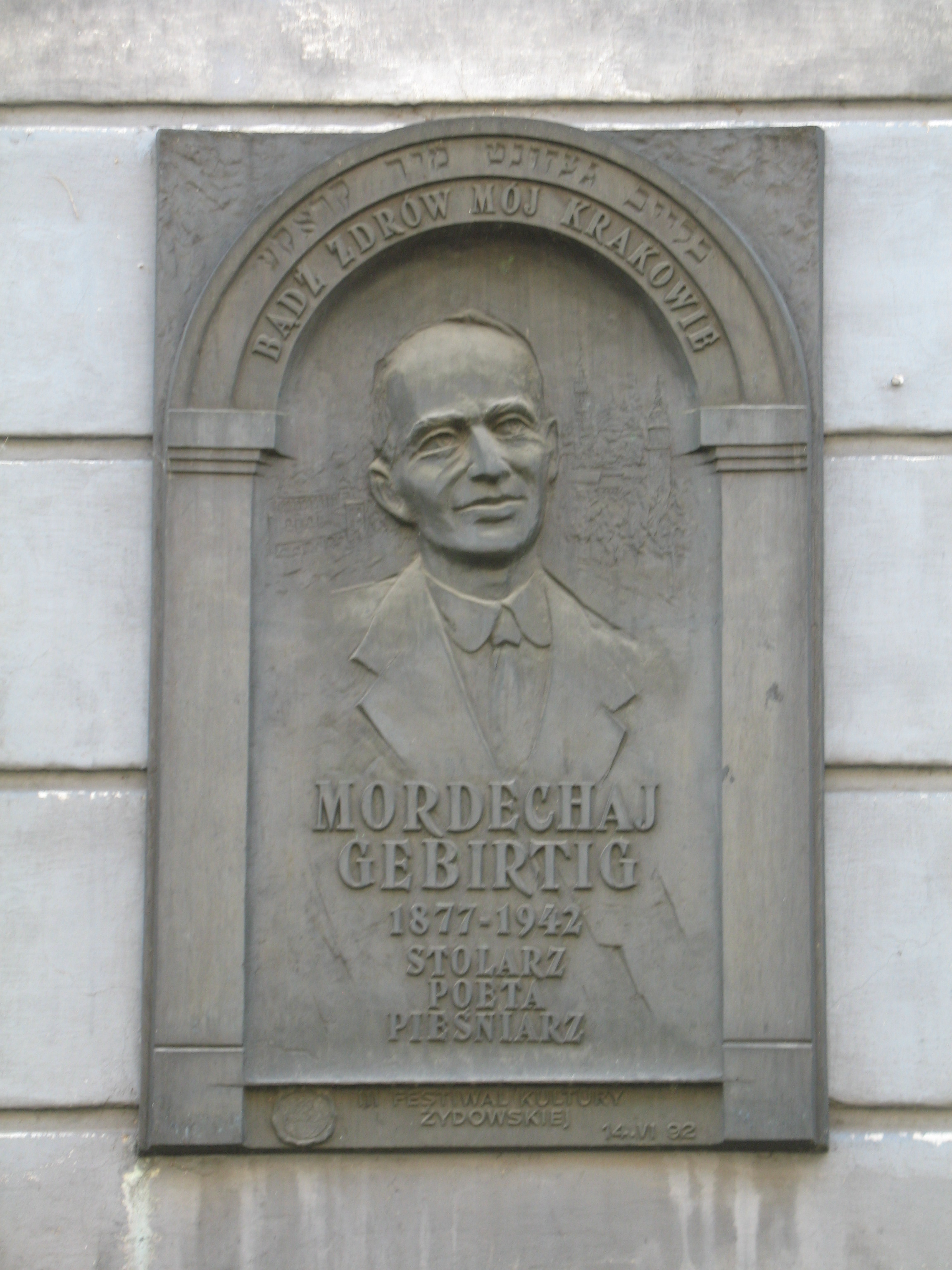
Placa conmemorativa en honor de Mordechaj Gebirtig, ul. Berka Joselewicza 5, Cracovia, Polonia.

Mordechaj Gebirtig (su verdadero nombre era Mordche Bertig; Cracovia, entonces Imperio austrohúngaro, 4 de mayo de 1877—gueto de Cracovia, 4 de junio de 1942) fue un carpintero, poeta, compositor y militante socialista polaco que escribió en yidis.

## Datos biográficos
De profesión era carpintero: arreglaba muebles viejos. Vivía con su mujer Blumke y sus tres hijas en el barrio de Kazimierz en Cracovia, y por la noche componía canciones en yidis.
Fue autodidacta en cuanto a su formación literaria. Componía sus canciones con una pequeña flauta. Compuso 90 canciones en yiddish (lengua germánica hablada por los asquenazíes y escrita habitualmente en hebreo) - desde infantiles hasta canciones proletarias y socialistas. 
Se le ha llamado «el último bardo en jiddisch», ya que muestra la vida de la gente corriente en el barrio judío de Cracovia. 
El 4 de junio de 1942 fue asesinado a tiros en plena calle y a la luz del día, en el gueto de Cracovia, por un soldado de las tropas de ocupación nazis.

## La marcha de los sin trabajo
La marcha de los sin trabajo o marcha de los desempleados - ארבעטלאָועמארש- Arbetloze Marsch (March of The Jobless en inglés) es uno de los temás más conocidos y famosos de Gebirtig. Tanto el texto como la melodía fueron escritos por Mordechaj Gebirtig. La canción ha sido recuperada por grupos como Banda Bassoti y Daniel Kahn and The Painted Bird.

## Obra

### Obra escrita
- Mai faifele: unbakante lider. Lerner, Tel Aviv 1997
- Meine lider. Farl. Dawke, París 1949
- S'brent. Krakau 1946

### Música
- Gehat hob ich a hejm. Edition Künstlertreff, Wuppertal – ISBN 3-9803098-1-9 (Schallplatte und Beiheft)
- Majn jowl. Edition Künstlertreff, Wuppertal – ISBN 3-9803098-3-5
- Der singer fun nojt. Edition Künstlertreff, Wuppertal – ISBN 3-9803098-2-7
- Farewell Cracow - Blayb gezunt mir, Kroke. Interpretiert von Bente Kahan. Studio Hard, Warschau (CD)
- Jiddische Lieder., Wuppertal 1992. – ISBN 3-9803098-0-0